# Vall del Marne
La Vall del Marne (Val-de-Marne (francès)) és un departament francès a l'àrea metropolitana de París. Pren el seu nom del riu Marne, que travessa el seu territori. Vall del Marne forma part de la regió de l'Illa de França. Limita amb els departaments de Sena Saint-Denis, Sena i Marne, Essonne, Alts del Sena i París, tots ells pertanyents a l'Illa de França.
Els departaments de Vall del Marne, Alts del Sena i Sena Saint-Denis formen l'anomenada petite couronne de Paris, que és com es coneix l'àrea metropolitana més propera a la capital de França.

## Història

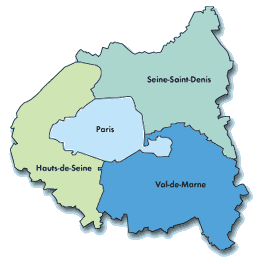
La petite couronne

El departament de Vall del Marne fou creat l'1 de gener de 1968 en aplicació de la Llei de 10 de juliol de 1964, i de conformitat amb el Decret d'aplicació de 25 de febrer de 1965, a partir de la zona sud-est de l'antic departament del Sena (29 municipis) i una petita porció del departament de Sena i Oise (18 municipis).

## Política
El Consell General de la Vall del Marne està controlat per l'esquerra, que hi té la majoria absoluta. El president del Consell General és Christian Favier, del Partit Comunista Francès, partit al poder en aquest departament des de l'any 1976. Actualment, el PCF governa en coalició amb el Partit Socialista (PS).
Els membres del Consell General, anomenats consellers generals, són escollits per un mandat de 6 anys. Ara bé, no tots els cantons celebren eleccions alhora, sinó que una meitat dels cantons les celebra en una data, i l'altra meitat les celebra 3 anys més tard. Així, cada 3 anys, es renova parcialment el Consell General de la Vall del Marne.
L'escrutini es fa seguint el mateix sistema que regeix per a les eleccions legislatives: majoritari uninominal a dues voltes. Per a poder passar a la segona volta, cal obtenir el vot del 10% dels inscrits. Un candidat podrà sortir elegit conseller general des de la primera volta si hi aconsegueix la majoria absoluta dels vots emesos i com a mínim el vot del 25% dels inscrits al cens electoral.
Les principals atribucions del Consell General són votar el pressupost del departament i escollir d'entre els seus membres una comissió permanent, formada per un president i diversos vicepresidents, que serà l'executiu del departament. Actualment, la composició política d'aquesta assemblea és la següent:
- Unió per un Moviment Popular (UMP): 22 consellers generals
- Partit Comunista Francès (PCF): 16 consellers generals
- Partit Socialista (PS): 8 consellers generals
- Unió per a la Democràcia Francesa (UDF): 1 conseller general
- No-adscrits d'esquerra: 1 conseller general
- Independents: 1 conseller general